# 鹿峰
鹿峰（英語：Luther Chu，1956年4月3日—），本名储启学，又名储陆峯、鹿峯，港台著名动作演员及导演，从事影视表演和导演工作至今超過40年。
鹿峰於七、八十年代师从武侠电影大师张彻，与狄龙、姜大卫、郭追、江生等著名打星同为张家班弟子，他与江生、郭追、罗莽、孙建、韦白等人被归为第四代，与江生、郭追等在很多影片中身兼主演和武术指导。
1976年开始出演角色，1977年担綱主演，1979年凭《街市英雄》榮获第5届亚洲影展动作片演技最突出男配角奖，1985年拍摄完《上海滩十三太保》逐渐退居幕后做武术指导和导演。
后来进入电视剧行业，主要担任导演和武术指导，但在导演的同时也塑造了很多令人印象深刻的角色，例如1991年《新白娘子传奇》中的蛤蟆精王道灵、1984年《神州侠侣》的刘元赐、1992年《刘伯温传奇》中充满仇恨的道长鲁江、1999年焦恩俊版《小李飞刀》中的心鉴大师。
在转入幕后之后仍然频出经典，当年火遍大江南北的《新白娘子传奇》和《还珠格格 第一部及第二部》的武术指导均是鹿峰。
自从1990年进入中國影视行业从事导演工作以来。导演的电影和电视剧作品超过50部，近2000集。

## 簡介
本名储启学，他在台湾长大，八岁开始习武，其后为杂技团成员，最后加入影视圈。初期担任武师，后获张彻导演赏识，邀其加入邵氏兄弟(香港)有限公司为基本演员。1976至1977年都是演配角为主，到1978年《殘缺》后开始出演主要角色，多演反派。因1978年与其他五人 (江生，郭追，羅莽，孫建，韋白) 出演《五毒》，亦被合称为五毒弟子。1979年凭 《街市英雄》获第五届亚洲影展动作片演技最突出男配角奖。1981年与同在香港发展的台湾男演员郭追及江生回台湾自组电影公司，拍摄《术士神传》担任男主角。1985年拍摄完 《上海滩十三太保》后鲜少在台前露面。
在转入幕后之后，亦是频出精品和经典，当年火遍大江南北的《新白娘子传奇》和《还珠格格 第一部及第三部》的武术指导均是鹿峰，还有脍炙人口的《包青天之开封奇案2011》也是鹿峰导演作品。

## 電影作品

### 導演
- 1981年　術士神傳 / Ninja in the Deadly Trap
- 1983年　撞鬼 / Attack of the Joyful Goddess
- 1984年　擂台 / Death Ring
- 2015年　野人之雨林诀

### 執行導演
- 1984年　九子天魔 / The Demons

### 副導演
- 1984年　上海灘十三太保 /  Shanghai 13

### 武術指導

#### 1970年代
- 1978年　残缺 / Crippled Avengers
- 1978年　五毒  / The Five Venoms
- 1978年　射雕英雄传续集 / The Brave Archer Part 2
- 1978年　南少林与北少林  / Invincible Shaolin
- 1979年　杂技亡命队 / The Daredevils
- 1979年　生死门 / Life Gamble
- 1979年　卖命小子 / The Magnificent Ruffians
- 1979年　金臂童 / The Kid with the Golden Arm
- 1979年　街市英雄 /  Shaolin Rescuers
- 1979年　广东十虎与后五虎 / Ten Tigers of Kwantung

#### 1980年代
- 1980年　少林與武當 / Two Champions of Shaolin
- 1980年　鐵旗門 / The Flag of Iron
- 1980年　飛狐外傳 / Legend of the Fox
- 1980年　大殺四方 / The Rebel Intruders
- 1981年　碧血劍 / Sword Stained with Royal Blood
- 1981年　叉手 / Masked Avengers
- 1981年　術士神傳 / Ninja in the Deadly Trap
- 1981年　射鵰英雄傳第三集 / The Brave Archer Part 3
- 1982年　神鵰俠侶 / The Brave Archer and His Mate
- 1982年　俠客行 / Ode to Gallantry
- 1982年　沖霄樓 / House of Traps
- 1983年　撞鬼 /  Attack of the Joyful Goddess
- 1984年　九子天魔 / The Demons
- 1984年　上海灘十三太保 /  Shanghai 13
- 1984年　擂台 / Death Ring
- 1987年　哈囉殭屍 / Hello Dracula 2

### 演出

#### 1970年代
- 1976年　少林門 / The Hand of Death  (跑龙套)
- 1976年　大太監 / Traitorous  (饰演 项大人手下)
- 1976年　死囚 /  The Condemned  (家丁)
- 1976年　方世玉與胡惠乾 / The Shaolin Avengers  (分饰 方世玉师兄弟与机房工人、武当弟子)
- 1976年　少林寺 / Shaolin Temple  (饰演 固山贝子)
- 1976年　蔡李佛小子 / New Shaolin Boxers (饰演 帮会成员)
- 1976年　八道樓子 / Seven Man Army  (饰演 王润波)
- 1977年　南拳北腿鬥金狐 /  The Secret Rivals, PartII (客串)
- 1977年　海軍突擊隊 / The Naval Commandos  (饰演 徐祥麟)
- 1977年　江湖漢子 / Magnificent Wanderers  (饰演 蒙古侍卫)
- 1977年　唐人街小子 / Chinatown Kid  (饰演 小白龙手下)
- 1977年　射鵰英雄傳 / The Brave Archer  (饰演 张阿生)
- 1978年　射鵰英雄傳續集 / The Brave Archer Part 2  (饰演 鲁有脚)
- 1978年　五毒 / The Five Venoms  (饰演 蜈蚣-汤山魁)
- 1978年　殘缺 / Crippled Avengers  (饰演 杜常)
- 1978年　南少林與北少林 / Invincible Shaolin   (饰演 包山雄)
- 1979年　雜技亡命隊 / The Daredevils  (饰演 傅全义)
- 1979年　街市英雄 Shaolin Rescuers  (饰演 高进忠)
- 1979年　生死門 / Life Gamble  (饰演 燕子飞)
- 1979年　 廣東十虎與後五虎 / Ten Tigers of Kwantung  (饰演 苏黑虎)
- 1979年　 賣命小子 / The Magnificent Ruffians  (饰演 袁鹰飞)
- 1979年　 金臂童 / The Kid with the Golden Arm  (饰演 银枪子)

#### 1980年代
- 1980年　 第三類打鬥 / Heaven and Hell  (饰演 张嘉祥/鬼王)
- 1980年　 鐵旗門 / The Flag of Iron  (饰演 铁虎曹峰)
- 1980年　 飛狐外傳 / Legend of the Fox (饰演 胡一刀)
- 1980年　 大殺四方 / The Rebel Intruders (饰演 陈祖光)
- 1981年　 碧血劍 / Sword Stained with Royal Blood  (饰演 温南扬)
- 1981年　 叉手 / Masked Avengers  (饰演 凌云志)
- 1981年　 術士神傳 / Ninja in the Deadly Trap  (饰演 童仁)
- 1981年　 射鵰英雄傳第三集 / The Brave Archer Part3 (饰演一灯大师之徒樵夫)
- 1982年　 神鵰俠侶 / The Brave Archer and His Mate (饰演 赵志敬)
- 1982年　 鬼面忍者 / Ninja Kids   (饰演 伊贺藤右斋)
- 1982年　 沖霄樓 / House of Trap  (饰演 蝴蝶花冲)
- 1983年　 撞鬼 / Attack of the Joyful Goddess (饰演 曹金桂)
- 1984年　 上海滩十三太保 / Shanghai 13  (饰演 罗虎)
- 1984年　 北海双仙戏乌龙 / Fight Among the Supers  (饰演 碟仙)
- 1984年　 九子天魔 / The Demons (饰演 罗堡堡主)
- 1984年　 擂台 / Death Ring  (饰演 吕雄天)
- 1988年　 天外天小子 / Vampire Kid II (饰演 茅山道士)
- 1988年　 东方巨龙 / Ninja Condors  (客串)

#### 1990年代
- 1990年　 新十二生肖 / The Twelve Fairies  (饰演 喇嘛 - 贝玛的师傅)
- 1990年　 天师叔叔  /  Mr. Vampire (饰演 百代)
- 1992年　 霹雳宝座 / Raiders of Loesing Treasure (饰演 国际刑警)
- 1993年　 神通  /  Ninja in Ancient China (饰演 严兴)
- 1996年　 精武英雄2: 铁保镖 / Fist of Legend 2: Iron Bodyguards  (饰演 保镖)

## 電視劇作品

### 導演

#### 1980年代
- 1988年　拍摄《八千里路云和月》(岳飞传) 担任外景导演(何家劲主演)
- 1989年　拍摄《一门英烈穆桂英》担任导演 (魏秋桦主演)

#### 1990年代
- 1990年　与北京电视台艺术中心合作拍摄《少年张三丰》担任导演 (何家劲主演)
- 1991年－1992年　与江苏电视台合作拍摄《詹典嫂》担任导演
- 1992年　拍摄《刺马》担任制片人兼导演 (姜大卫,李婉华主演)
- 1992年　拍摄《刘伯温传奇》担任单元导演 (张复建,游安顺,杨仲恩)
- 1993年　台視《林投姐》(郭美珠,林義芳,蕭大陸主演)
- 1996年　与河南电视台合作拍摄《睢阳忠魂》担任导演 (鹿峰，张冰主演)
- 1997年　与湖南电视台合作拍摄《还珠格格》担任B组导演 (苏有朋,赵薇,陈志朋,林心如主演)
- 1998年　与山东电视台合作拍摄《神医华佗》担任B组导演 (庹宗华,蒋勤勤,郁芳,虞小卉主演)
- 1999年　拍摄《大人物》担任导演 (吴京,季芹,陈志朋主演)

#### 千禧年代
- 2000年　拍摄《乱世桃花》担任导演 (吴孟达,吴京,俞飞鸿,翁家明主演)
- 2002年　拍摄《小李飞刀2－飞刀问情》担任导演 (焦恩俊,张延,牛莉,金巧巧)
- 2003年　拍摄《排山倒海－樊梨花》担任导演 (孙翠凤,马景涛主演)
- 2004年　拍摄《满汉全席》担任导演 (徐峥,张庭,汪沅沅,张铁林主演)
- 2005年　拍摄《不能没有你》担任导演 （李强、马军、金巧巧主演）
- 2006年　拍摄《铁将军阿贵》担任导演 (孙兴,王刚,郭冬临,曹颖,汪沅沅主演)
- 2007年　拍摄《壮士出征》担任导演 (孙兴,谢娜,俞恩泰,刘璇主演)
- 2008年　拍摄《牡丹亭》担任导演 (孙菲菲,沙溢主演)
- 2010年　拍摄《侠隐记》担任B组导演 (焦恩俊,洪剑涛,王思懿主演)
- 2012年　拍摄《吉人自有天相》担任导演 (赖雅妍、赵锦涛、丁勇岱、田丽、林子聪主演)
- 2012年　拍摄《文房四宝》担任导演 (张铁林、李承儒主演)
- 2013年　拍摄《斥侯之剑》担任导演 (李承峰、刘芳毓、杜玉明主演)
- 2013年　拍摄中央六台电视电影《伏击》担任导演 (刘芳毓、卢海华、李庆祥主演)

- 2014年　　拍摄中央六台电视剧《徐向前三战阎锡山》担任导演 (刘芳毓、卢海华、李庆祥、任明山主演)
- 2021年　　拍摄 民視《新台灣奇案》(我有三個姓)担任导演
- 2022-2023年　　拍摄 民視《台灣傳奇》與龍冠武 担任导演

### 武術指導

#### 1980年代
- 1985年　《红粉住人》
- 1985年　《新西螺七剑》
- 1986年　《杨贵妃》
- 1987年　《西施》
- 1988年　《八千里路云和月》(与丁仰国合作指导)
- 1989年　《一门英烈穆桂英》

#### 1990年代
- 1992年　《新白娘子传奇》
- 1995年~1996年　　《天师钟馗》 (与 汤恒武、金华生、丁仰国、金驤生 合作指导)
- 1997年　《还珠格格》(与 孙学文 合作指导)
- 1998年　《神医华佗》

#### 千禧年代
- 2000年　《乱世桃花》
- 2001年　《三少爷的剑》
- 2002年　《还珠格格第三部》 (与胡智龙 合作指导)
- 2005年　《锦衣卫》
- 2006年　《大明王朝1566》
- 2010年　《侠隐记》 (与 三猛合作)

### 演出
- 1985年《神州侠侣》 (饰演 刘元赐)
- 1985年《新西螺七剑》
- 1985年《龍鳳奇俠》（飾演 蕭雄）
- 1985年《飞燕惊龙》 (饰演 少宫主)
- 1985年《红粉住人》 (饰演 马九雄)
- 1986年《侠游云天》 (饰演 二路把子)
- 1986年《少林弟子》
- 1987年《棋中奇》 (饰演「七步夺命枪」吕凤先)
- 1987年《西施》 (饰演 将军信--吴王之侄)
- 1988年《黄金孔雀城》 (饰演 火云道长)
- 1988年《八千里路云和月》 (饰演周侗)
- 1989年《霹雳神捕》 (饰演 白无常)
- 1989年《一门英烈穆桂英》 (饰演 穆瓜)
- 1990年《天龙八部》 (饰演 丁春秋)
- 1990年《小侠龙旋风》 (饰演 轩辕不)
- 1990年《李师师》 (饰演 朱蟒)
- 1990年 台視《三媽再生》 (飾演 黃公子）
- 1991年《少年张三丰》 (饰演 不嗔)
- 1992年《刺马》 (饰演 堵王黄福全)
- 1992年《新白娘子传奇》 (饰演 王道灵--蛤蟆精）
- 1992年《刘伯温传奇》 (分饰 鲁江(千年参王)、赵振芳(达摩袈裟)、孟豪(幽梦魅影)，于父(魂断西楼)、袁副将(凤翔离恨天)、楚云(铁剑侠情) )
- 1993年《包青天之血云幡传奇》 (饰演 了空和尚)
- 1993年 台視《林投姐》(飾演 斷眉道人)
- 1995年--1996年《天师钟馗》 (分饰 天竺憎人(倩女情仇)及(毒夫记)、圆空(新龙门客栈)、一飘和尚(葵花宝典) )
- 1996年《三国英雄传之关公》 (饰演 周仓)
- 1999年《小李飞刀》 (饰演 心鉴)
- 民視《台灣奇案-紅毛港的鬼新娘》(飾演 朱添財)
- 2023年 民視《台灣傳奇-再見阿溜》(飾演 保生大帝)